# Combretum aculeatum
Combretum aculeatum ist eine Pflanzenart aus der Gattung der Langfäden (Combretum). Sie ist in den Savannen Afrikas weitverbreitet.

## Beschreibung
Bei Combretum aculeatum handelt es sich um einen laubabwerfenden, oftmals kletternden Strauch, der Wuchshöhen von 1 bis 4 Meter erreicht. Die Rinde ist bei jungen Zweigen braun, später grau.
Die wechselständig bis nahezu gegenständig an den Zweigen angeordneten Laubblätter sind gestielt. Die Basis der Blattstiele bleibt nach dem Laubfall als bis zu 1 cm langer Dorn bestehen. Die einfache Blattspreite ist bei einer Länge von 3 bis 7 cm und einer Breite von 2 bis 3 cm elliptisch bis verkehrt-eiförmig und beiderseits leicht behaart.

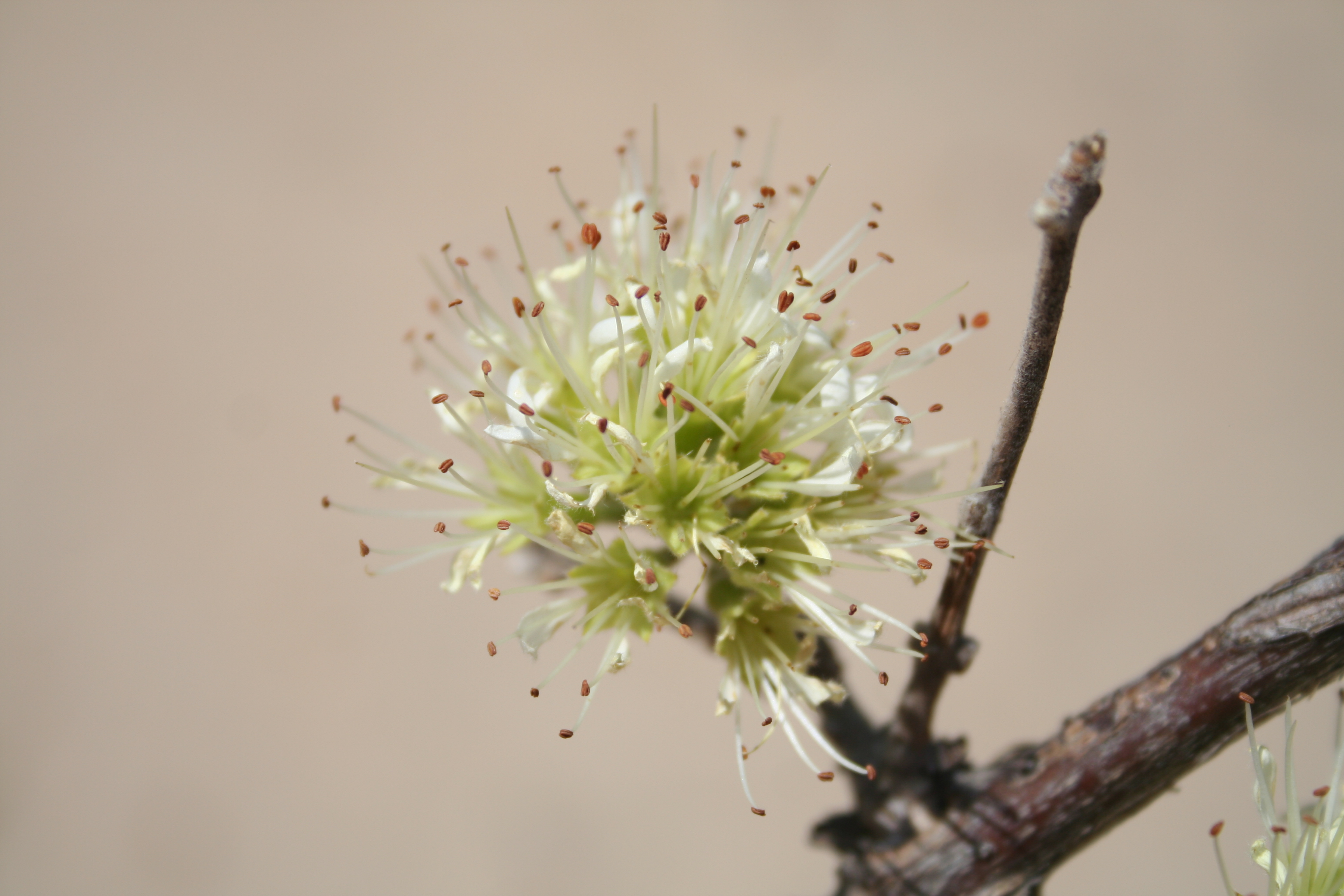
Blütenstand mit fünfzähligen Blüten.

Die Blüten stehen in seitenständigen, kurzen traubigen Blütenständen. Die gestielten Blüten sind fünfzählig mit doppelter Blütenhülle. Der Blütenboden und der Kelch sind purpurfarben. Die fünf rosafarbenen bis weißen, behaarten Kronblätter sind 4 bis 6 mm lang sowie 1 bis 2 mm breit und zu einer Röhre verwachsen.
Die 1,5 bis 2,3 cm großen, nahezu unbehaarten Flügelnüsse besitzen fünf Flügel.
Die Chromosomenzahl beträgt 2n = 26.

## Verbreitung
In den Savannen Afrikas ist Combretum aculeatum weitverbreitet, in feuchteren Savannen ist diese Art oft auf Termitenhügeln zu finden.

## Taxonomie
Die Erstbeschreibung von Combretum aculeatum erfolgte 1808 durch Étienne Pierre Ventenat in Choix de Plantes, Dont la Plupart Sont Cultivées dans le Jardin de Cels, Tafel 58. Das Artepitheton aculeatum (aculeatus = stachelig) bezieht sich auf die zu Dornen aushärtende Basis der Blattstiele.

## Nutzung
Combretum aculeatum hat zahlreiche Nutzungen in der traditionellen Medizin Westafrikas und wird gerne von Nutztieren gefressen.